# Pukios
Les pukios ou puquios, (du quechua pukyu signifiant source ou puits d'eau) sont des éléments d'anciens systèmes d'aqueducs souterrains qui permettent à l'eau d'être transportée sur de longues distances dans des climats chauds et secs sans perte d'une grande partie de l'eau par évaporation.
Le pukio est construit avec des dalles de pierre consolidées par des troncs de huarango, un arbre du genre Prosopis très utile pour son bois, ses fruits et son feuillage.
Les pukios se trouvent dans les déserts côtiers du sud du Pérou, en particulier dans la région de Nazca et dans le nord du Chili. Une quarantaine de pukios de la région de Nazca étaient encore utilisés au début du XXIe siècle et servaient à apporter de l'eau douce pour l'irrigation et l'usage domestique dans les plantations du désert.

## Histoire
L'origine et la datation des pukios de Nazca sont contestées, bien que certains archéologues aient estimé que leur construction a commencé vers 500 de notre ère par des peuples autochtones de la culture de Nazca.

La technologie des qanats d'Iran est similaire à celle utilisée pour les pukios du Pérou.

La technologie des pukios est similaire à celle des qanats d'Iran et d'autres zones désertiques d'Asie et d'Europe, dont l'Espagne.
Quelques pukios dans le nord du Chili et dans d'autres régions du Pérou ont probablement été construits à l'initiative des Espagnols après la conquête de l'Empire Inca au XVIe siècle.
Cinquante-sept petites rivières le long des 1 500 km du littoral désertique du Pérou se jettent dans l'océan Pacifique. Leurs vallées fluviales étaient cultivées par leurs habitants précolombiens grâce à l'irrigation, mais la plupart des vallées avaient une disponibilité d'eau de surface plus fiable et plus grande que les rivières souvent asséchées de la région de Nazca.
Paradoxalement, la société agricole du peuple de Nazca a prospéré le mieux là où l'eau de surface était la plus rare. Les pukios étant la technologie qui permit à leur population importante d'exister dans une région intensément aride.
Les Espagnols ont immédiatement exercé le contrôle et se sont installés dans la région de Nazca à la fin du XVIe siècle. Sous la domination espagnole, la région était réputée pour la viticulture et la production de pisco, une eau-de-vie.
En 1853, le voyageur anglais Clements Markham a décrit la vallée de Nazca comme "l'endroit le plus fertile et le plus beau de la côte du Pérou". Il a décrit les pukios et a déclaré que "la fertilité est due à l'habileté et à l'industrie des anciens habitants. Sous leurs soins, un désert aride a été converti en un paradis souriant".
Au XXIe siècle, de nombreux pukios sont encore utilisés, mais leur utilisation est menacée par l'agriculture industrielle et la production de cultures exportables telles que les asperges. Des puits plus profonds ont remplacé certains des pukios comme source d'eau et le nombre de personnes locales ayant l'expertise nécessaire pour entretenir les pukios a diminué. Les modestes quantités d'eau fournies par les pukios sont reconstituées chaque année par les précipitations à la source des rivières des Andes, mais l'exploitation par pompage des sources d'eau souterraines pour l'agriculture et une population croissante peut ne pas être durable.

## Origines et controverses

### Chili
Les pukios sont devenus un sujet d'étude pour la première fois au début du XXe siècle. Bien qu'ils aient été connus auparavant, les preuves historiques étaient rares. Vers 1900, les érudits ont noté que les pukios, connus localement sous le nom de socavones (puits éclairés), se propageaient dans les oasis du désert d'Atacama. Au XXIe siècle, des pukios, dans divers états d'utilisation et de dégradation, subsistent dans les vallées d'Azapa (près d'Arica) et de Sibaya et dans les oasis de Pica-Matilla, Puquio de Núñez (en) et La Calera. En 1918, le géologue allemand Juan Brüggen a mentionné l'existence de 23 socavones (puits) dans l'oasis de Pica, mais ceux-ci ont depuis été abandonnés en raison des changements économiques et sociaux. Les pukios de Pica-Matilla et Puquio Núñez exploitent l'aquifère de Pica.

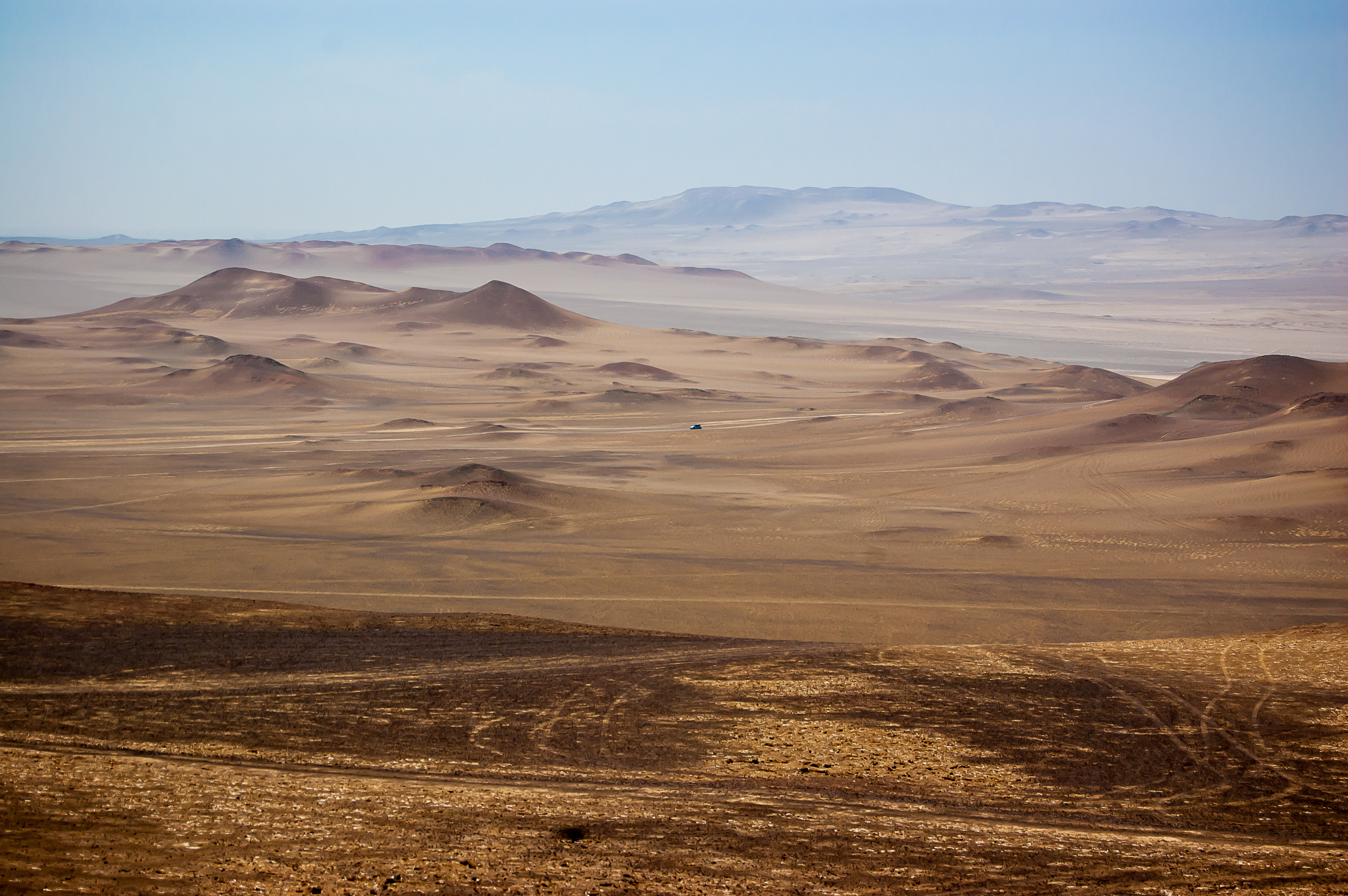
À l'exception des vallées fluviales où l'irrigation est possible, le désert de la région de Nazca est aride. La route panaméricaine est au loin.

### Pérou
Les pukios de la région de Nazca (ou Nasca) intéressent le plus les archéologues car la région était le centre des civilisations précolombiennes, telles que la culture de Nazca qui a prospéré de 100 avant notre ère à 800 de notre ère. La plupart des archéologues pensent que les pukios de Nazca sont d'origine précolombienne, mais certains pensent qu'ils ont été construits par les sujets indigènes des colons espagnols au XVIe siècle.
La théorie d'une origine espagnole soutient que la technologie pukios n'est pas substantiellement différente des techniques espagnoles utilisées depuis le début de la conquête pour drainer les mines. Un premier exemple est la mine de Potosí en Bolivie qui a été drainée par des canaux souterrains dès 1556 selon les instructions de l'ingénieur florentin Nicolás de Benito,. Un autre argument en faveur de l'origine hispanique des pukios est qu'une loi espagnole au Pérou a décrété que l'eau des aqueducs préhispaniques devait être partagée entre les propriétaires fonciers tandis que l'eau des aqueducs hispaniques pouvait appartenir à un seul propriétaire foncier. Dans une affaire judiciaire du XVIIIe siècle, un juge a statué en faveur de l'origine hispanique des pukios de la vallée de Chancay.
Les partisans de l'origine préhispanique des pukios de Nazca citent l'établissement de grandes colonies dans les vallées fluviales avec des pukios au VIe siècle, une indication que la colonie a été stimulée par l'eau fournie par les pukios. Ils interprètent l'iconographie de la culture Nazca comme représentant symboliquement les pukios. Le changement climatique peut également avoir été un facteur car la région est entrée dans plusieurs siècles d'extrême aridité après environ 400, ce qui a nécessité la construction d'ouvrages d'irrigation, vraisemblablement des pukios, pour fournir de l'eau à usage domestique et à l'irrigation.
Le premier écrit historique connu faisant référence aux pukios à Nazca remonte à 1605 par le clerc espagnol Reginaldo de Lizárraga (es). Lizárraga mentionne que les « indios » (peuples autochtones) de la région ont utilisé les pukios mais n'attribue pas spécifiquement leur construction, ni aux Espagnols, ni aux peuples autochtones. Il a également mentionné la population très réduite des peuples autochtones, leur nombre représentant une fraction de leur population précolombienne en raison principalement des épidémies de maladies européennes.

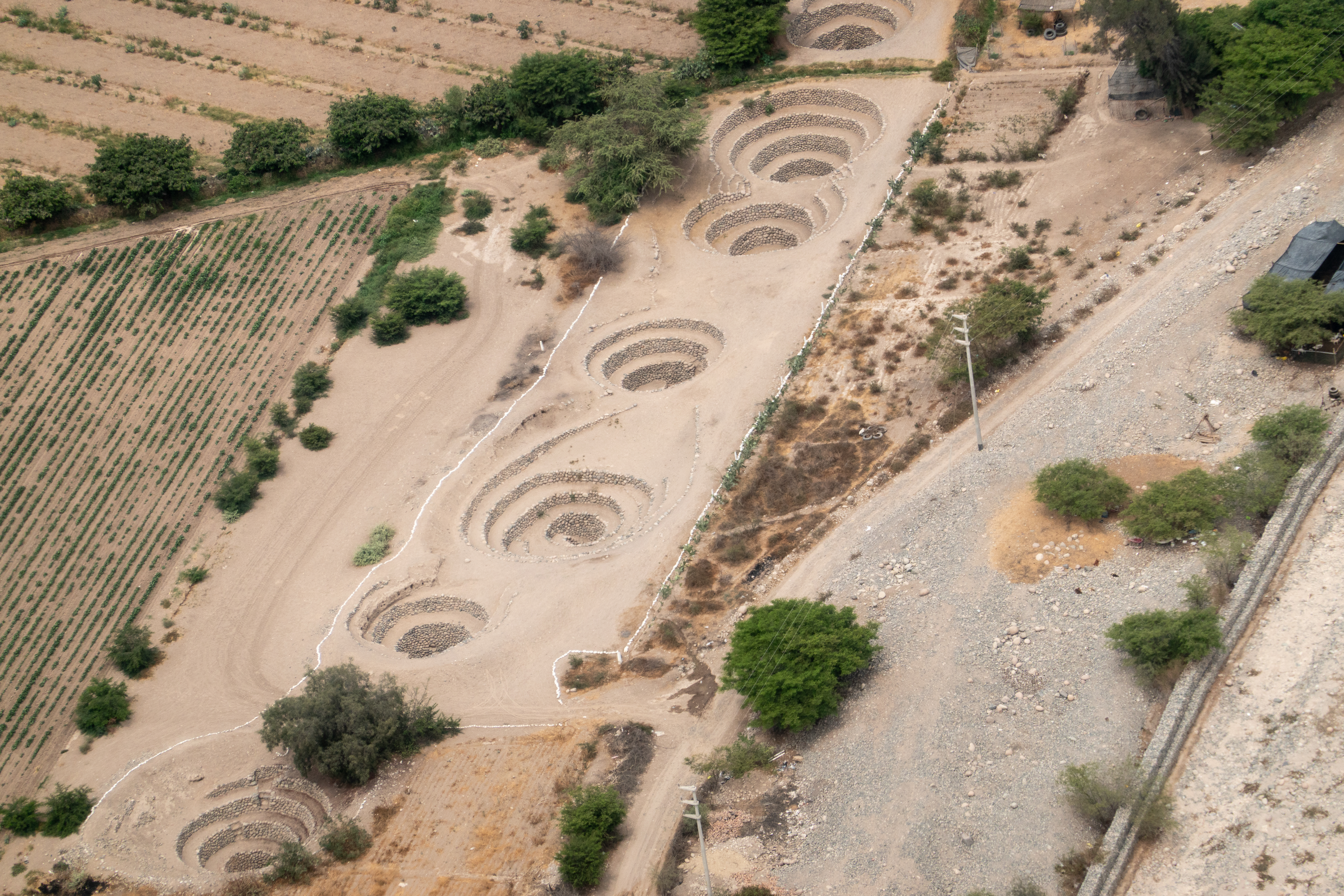
Les pukios de Cantalloc près de Nazca, au Pérou. Les entonnoirs tire-bouchons "les yeux" permettent d'accéder à l'aqueduc souterrain qui les joint.

Au début du XXIe siècle, Rosa Lasaponara, Nicola Masini et leur équipe du CNR italien (Conseil national de la recherche), en coopération avec l'archéologue Giuseppe Orefici, ont étudié les pukios de Nazca à l'aide de l'imagerie par satellite. Ils ont trouvé des preuves que le système pukios était autrefois beaucoup plus étendu. Les chercheurs ont pu voir comment les « puquios étaient répartis dans la région de Nazca et où ils couraient par rapport aux colonies voisines - qui sont plus faciles à dater ». L'imagerie satellite a également révélé des pukios supplémentaires, jusque-là inconnus, dans le bassin versant de Nazca,. L'équipe qui a mené cette étude a conclu que les pukios sont préhispaniques.
De plus, des RPAS (Remotely Piloted Aircraft Systems), ou drones, ont été utilisés en 2016 pour cartographier et documenter cinq exemples de systèmes d'aqueducs dans la région de Nazca.
Une méthode scientifique pour dater précisément les pukios n'a pas été trouvée, mais, malgré les doutes, le « consensus général en 2017 était que les pukios de Nazca étaient d'origine préhispanique (du moyen Nazca vers 500)  ... avec des modifications espagnoles et républicaines ultérieures ». L'origine précolombienne des pukios de Nazca ne contredit pas la probabilité que l'origine d'autres pukios épars autour des Andes centrales et méridionales, soit espagnole.
La technologie des pukios est similaire à celle des qanats d'Iran et de Makhmur, d'Irak et d'autres anciennes galeries de filtration connues dans de nombreuses sociétés de l'Ancien Monde et de la Chine, qui semblent avoir été développées indépendamment. Ils constituent un moyen sophistiqué de fournir de l'eau à partir d'aquifères souterrains dans les régions arides.
Les résultats des recherches sont contradictoires quant à la date de construction de ces aqueducs. Certains archéologues soutiennent qu'ils ont été construits par des architectes précolombiens de Nazca vers 540 av. J.-C., en réponse à deux sécheresses prolongées pendant cette période, mais il y a un manque général de références historiques à la fois après et avant l'arrivée des Espagnols.
Katharina Schreiber et Josué Lanchon Rojas, dans leur livre Irrigation et société dans le désert péruvien, apportent des preuves que les pukios ont été construits par une civilisation préhispanique.
Mais Monica Barnes et David Fleming affirment que Schreiber et Lanchon Rojas ont interprété les preuves de manière incorrecte et qu'il existe des explications suggérant qu'ils ont été construits après l'arrivée des colons espagnols. Ils soulignent d'ailleurs que ni Pedro Cieza de León, ni Jerónimo de Vivar (es), ni Reginaldo de Lizárraga (es), ni Antonio Vázquez de Espinosa, qui ont visité la région aux XVIe et XVIIe, ne font mention de ce système d'irrigation.
Cependant, la première référence à un système d'irrigation dans la région de Nazca date d'environ 1692.

## Description des pukios de Nazca
Les côtes du Pérou et du Chili sont exceptionnellement arides et l'agriculture n'est possible qu'en irrigant. Les précipitations sont inférieures à 25 mm par an près de la côte et n'augmentent que lentement à des altitudes plus élevées dans les Andes intérieures. De plus, le Rio Grande de Nazca et ses affluents ne fournissent que peu d'eau saisonnière aux vallées de la région de Nazca. Dans le passé, les précipitations étaient plus élevées à certaines époques, atteignant peut-être une moyenne de 200 mm  par an.
Les habitants de la culture Nazca ont peut-être construit les pukios pour s'adapter à une transition climatique de précipitations plus importantes à moindres après 400  et qui a persisté jusqu'à environ 1100, suivie d'une période plus humide qui a duré jusqu'à environ 1450, date à laquelle une autre ère plus sèche a commencé qui dure encore au XXIe siècle. La culture de Nazca s'est épanouie dans la région de 200 avant notre ère à 650 de notre ère,.

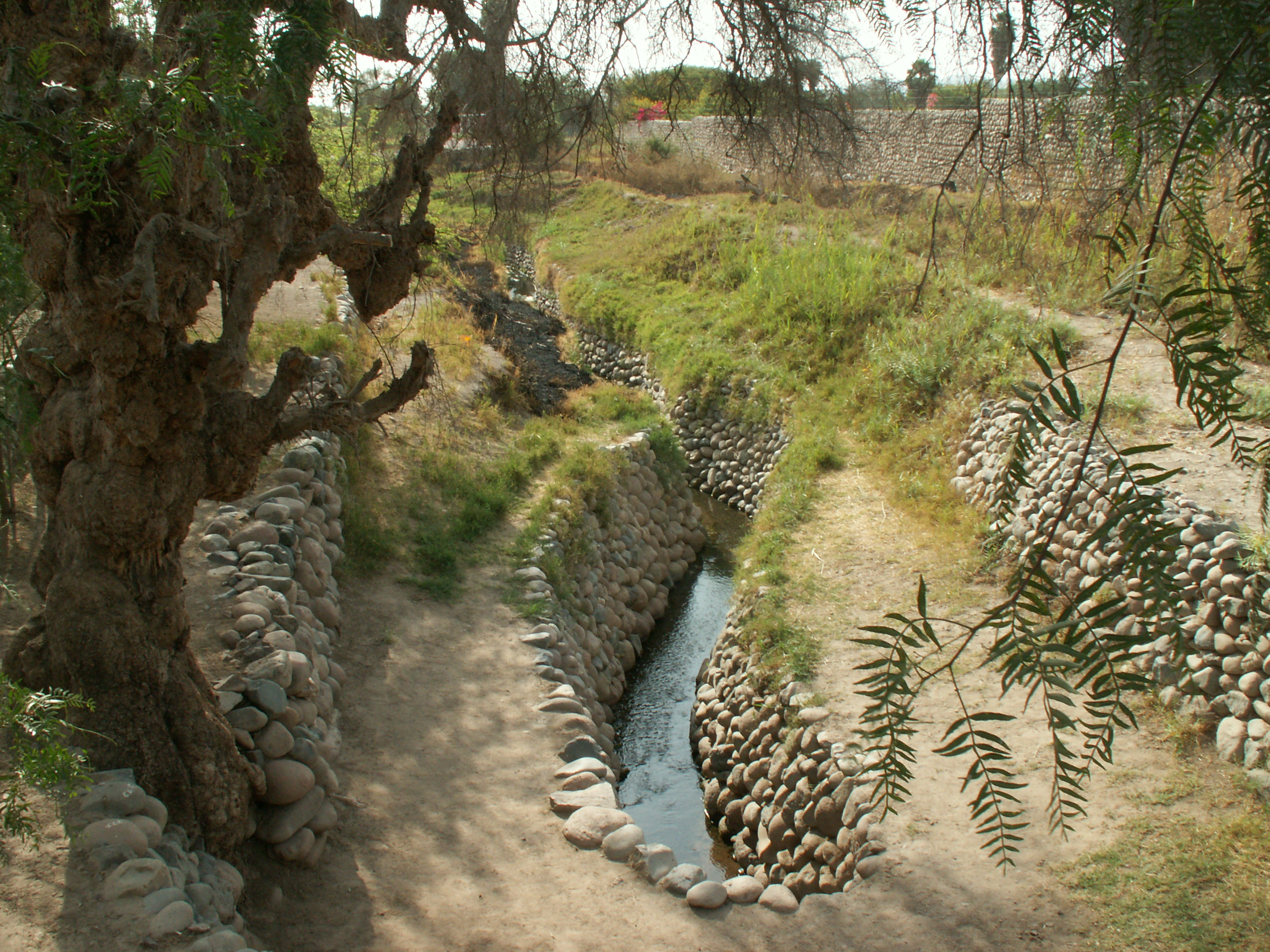
Un aqueduc émerge d'un puquio souterrain ou d'une galerie dans une tranchée qui fournit de l'eau pour l'irrigation et les usages domestiques.

Les pukios de Nazca se trouvent le long de cinq des neuf cours d'eau nommés dans le Rio Grande de Nazca. Du sud au nord, les rivières à pukios sont Las Trancas, Taruga et la Nazca, qui a deux affluents, la Tierras Blancas et l'Aja. Les sources des rivières se trouvent dans les Andes à environ 70 km des pukios. Les pukios sont à égale distance de l'océan Pacifique à des altitudes d'environ 500 m. Ces petites rivières sont pour la plupart sèches sauf pendant la saison des pluies dans les Andes de janvier à avril, mais ont des sections souterraines et de surface pendant la saison sèche. Les habitants des vallées fluviales ont construit les pukios comme sources d'eau pendant la saison sèche.
En 2000, une quarantaine de pukios fonctionnaient encore dont 29 près de la ville de Nazca dans la vallée de la rivière Nazca et de ses affluents, la plupart fonctionnent encore. Les plus connus des pukios sont les aqueducs de Cantalloc. La plus grande ruine précolombienne d'une colonie dans la vallée de Nazca est Cahuachi, à environ 18 km en aval de Nazca et à proximité des célèbres lignes de Nazca. Cahuachi est situé le long du cours de la rivière qui coule en surface et donc la colonie ne dépendait pas des pukios comme le faisaient les colonies à quelques kilomètres en amont. De nombreux autres pukios ont probablement été construits à l'époque préhispanique dans plusieurs autres vallées fluviales du système du Rio Grande de Nazca. Des puits profonds ont remplacé les pukios abandonnés,.
Deux types de pukios se trouvent dans la région de Nazca. Le premier est la tranchée pukios qui est un fossé profond et étroit, généralement de moins d'un mètre de large et tapissé de rochers, qui est ouvert à l'air. Le deuxième type est la galerie ou les pukios souterrains puisent l'eau d'un aquifère. L'aquifère se trouve généralement à environ 10 m sous terre, bien qu'il puisse être beaucoup plus proche de la surface. De l'aquifère, l'eau s'écoule à travers un tunnel souterrain en aval, émergeant à la surface dans une tranchée pour la distribution aux canaux d'irrigation et à des fins domestiques. Le tunnel souterrain mesure généralement environ un mètre carré de section, bien que certains des tunnels renforcés avec des poutres en bois ou, à l'époque moderne, avec du ciment, puissent mesurer 2 m de hauteur. Espacés le long du parcours de la galerie pukios se trouvent des puits verticaux spiralés, les "yeux" ou "ojos" en espagnol, qui s'étendent de la surface jusqu'au tunnel souterrain. Les "ojos" permettent l'accès au tunnel pour l'entretien et la réparation. Leur forme en spirale offre une meilleure résistance qu'un puits cylindrique dans le terrain sableux de la région. Ces ojos en forme d'entonnoir sont espacés de 10 à 30 m. La longueur de la galerie (section souterraine) des pukios varie de quelques mètres à 372 mètres. Les pukios de tranchée associés peuvent être aussi longs qu'un kilomètre,.

Les aqueducs de Cantalloc.
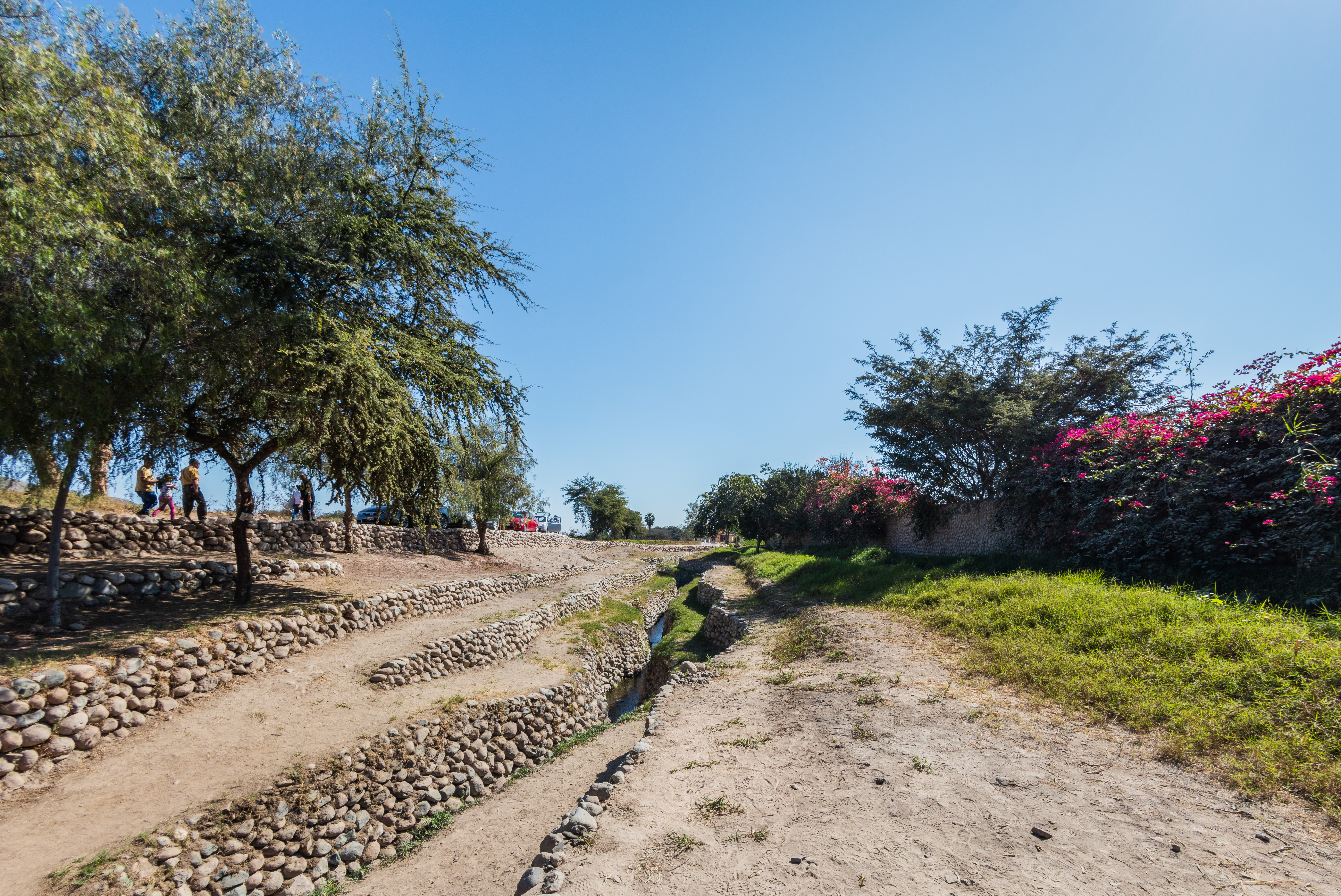
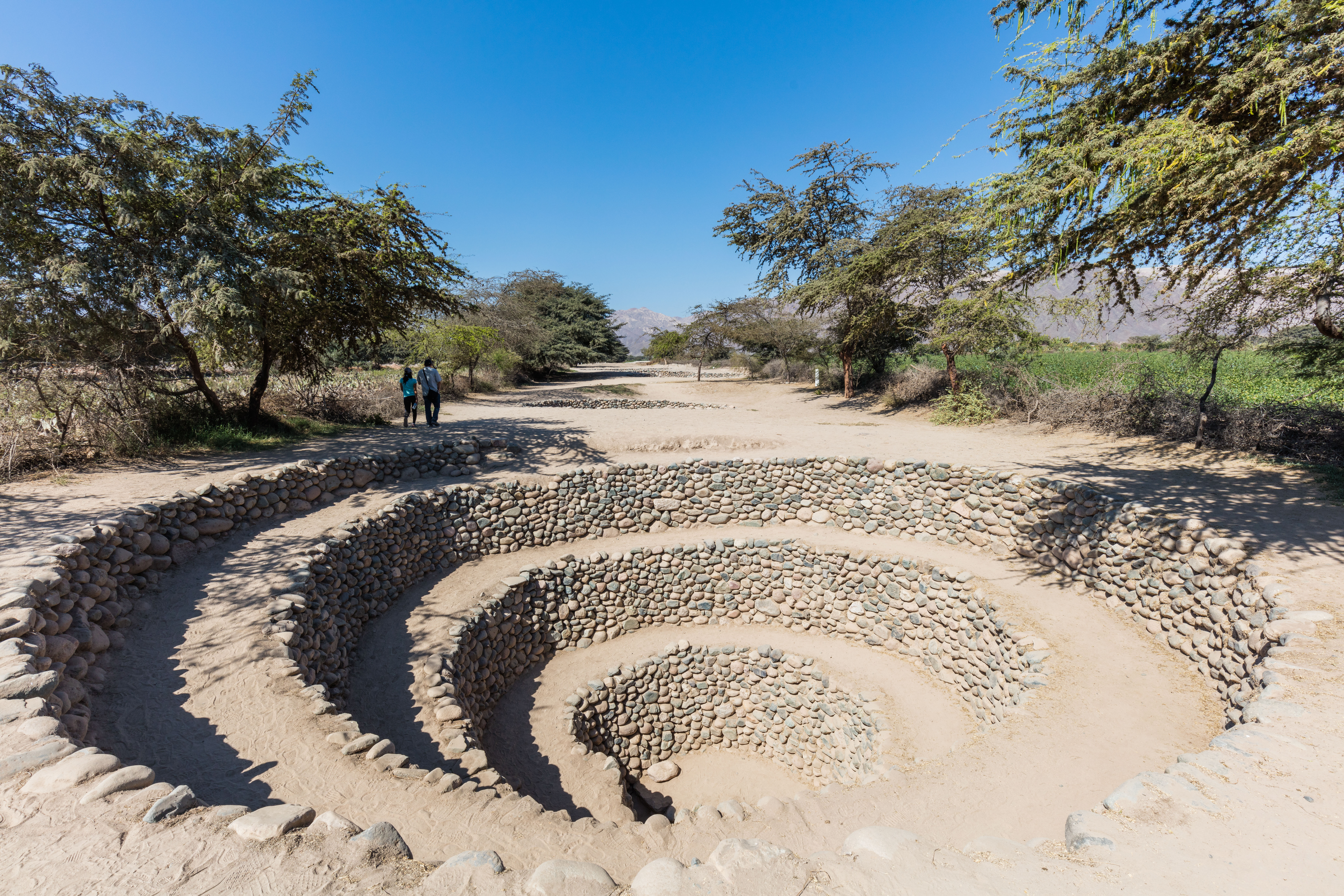
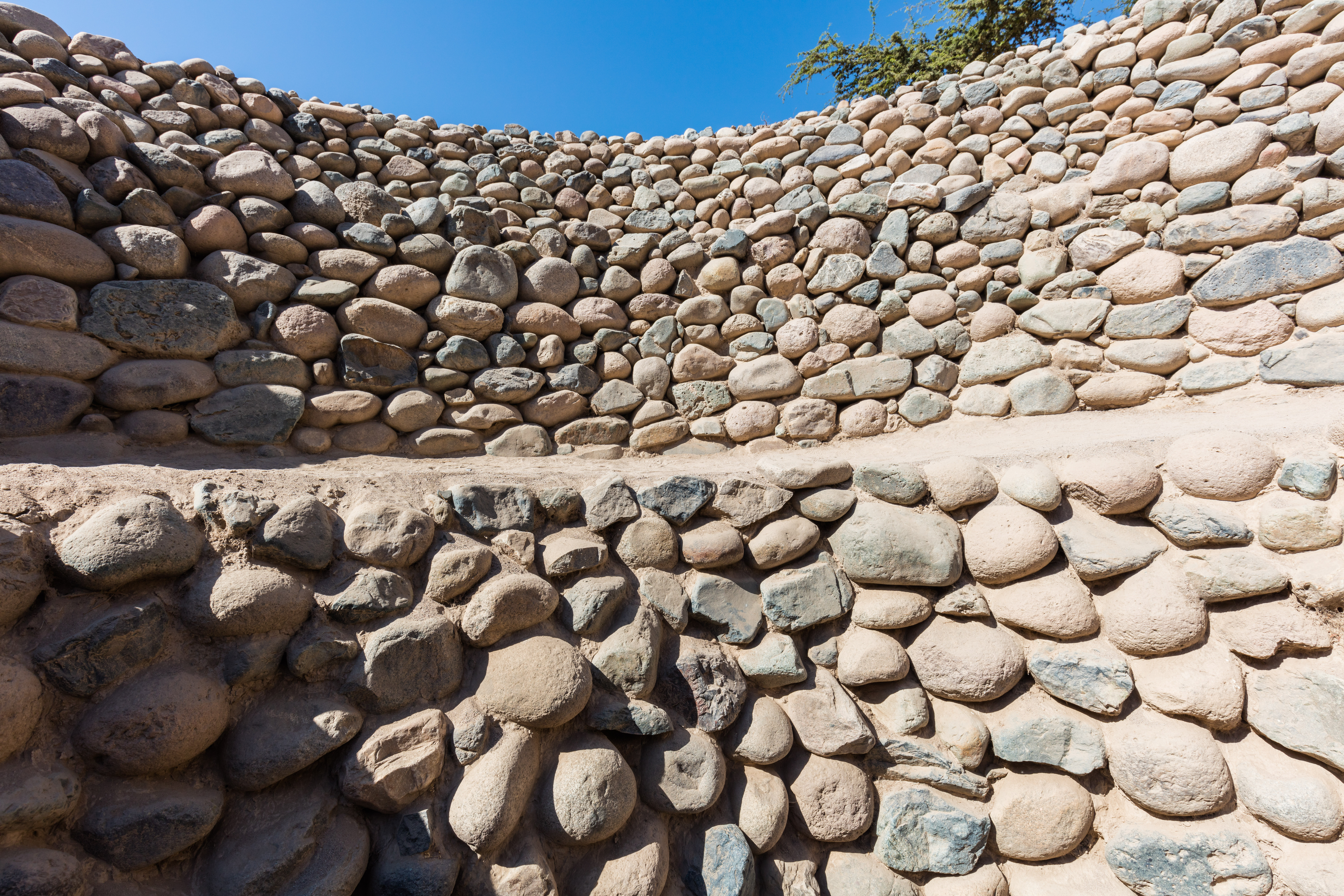
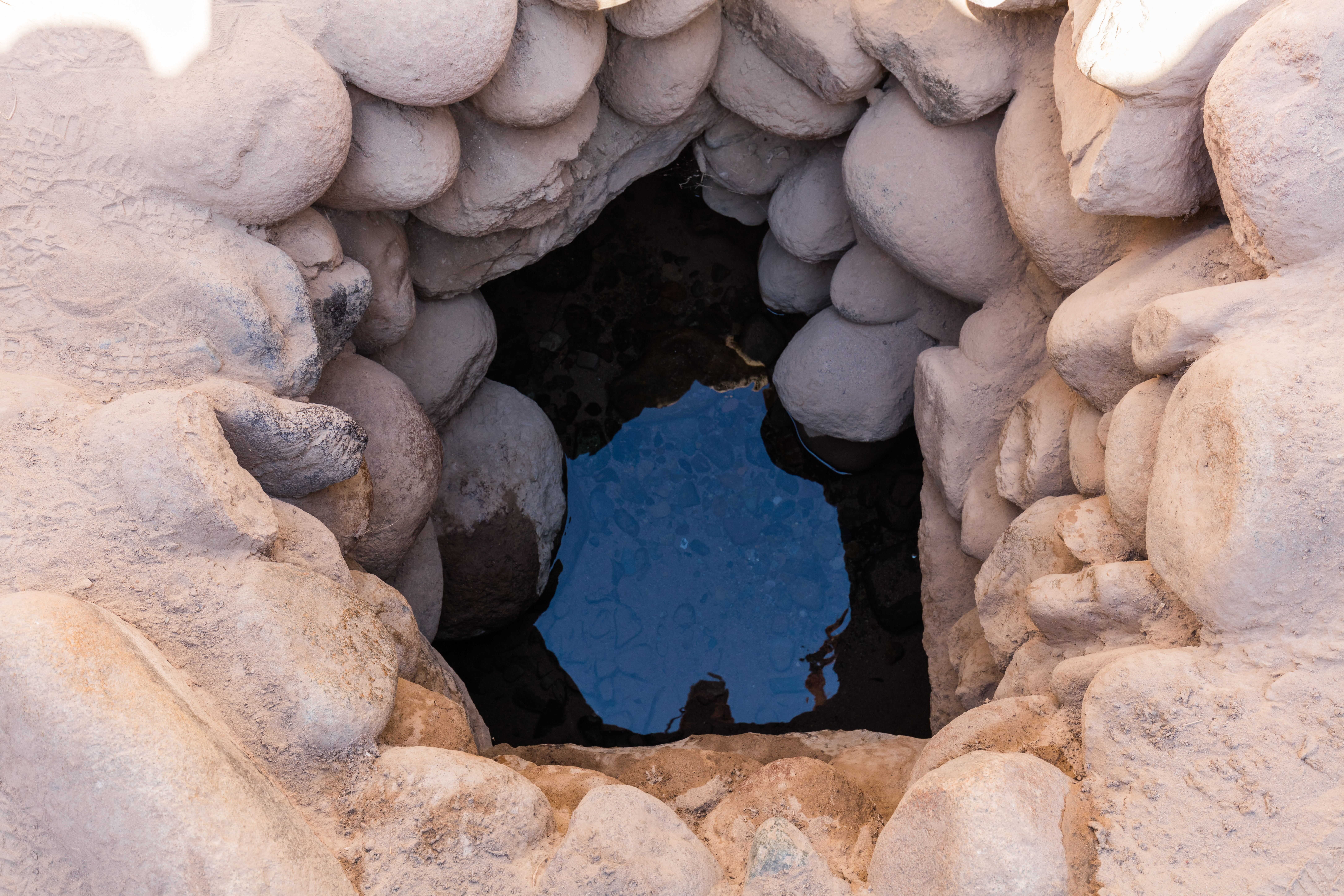
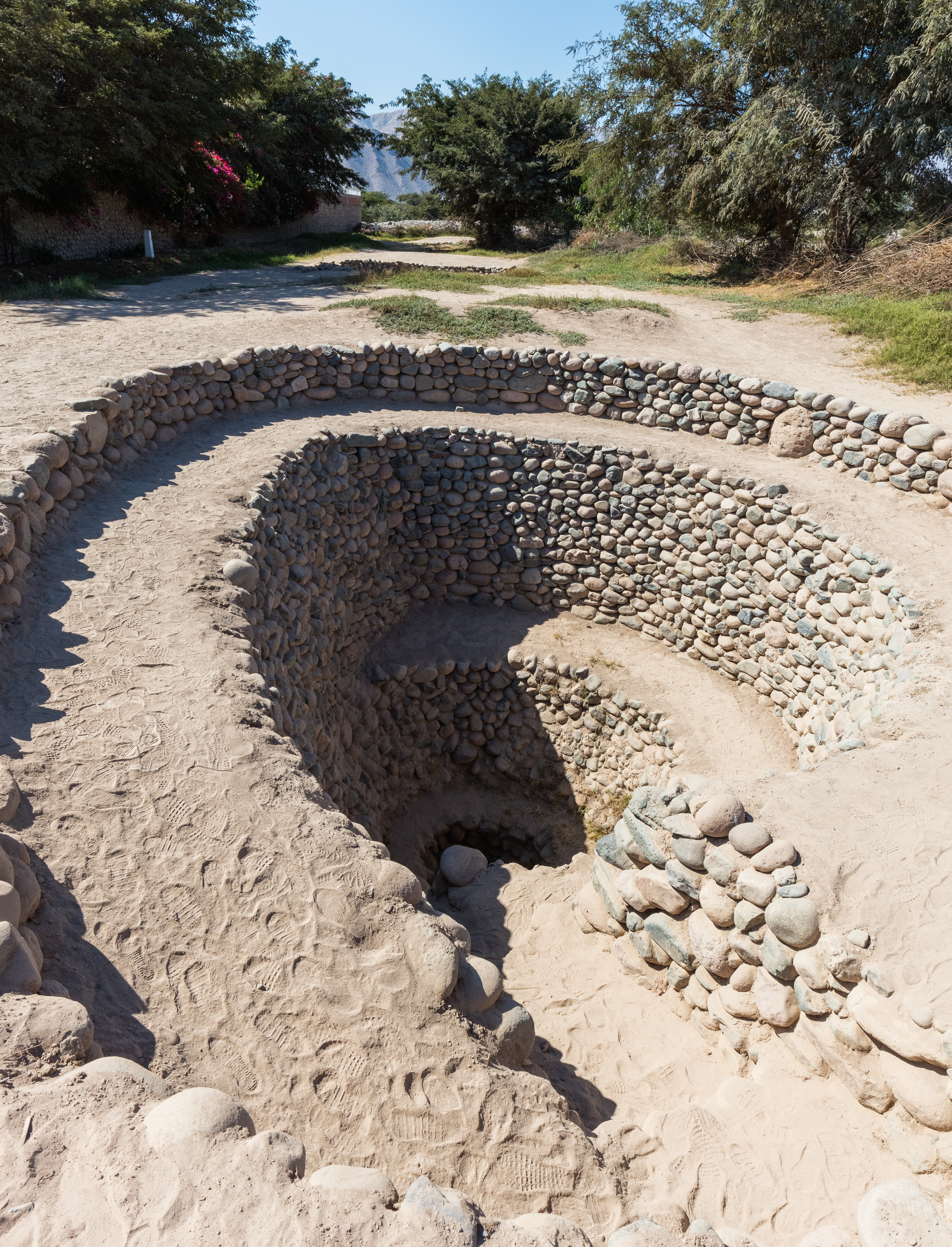
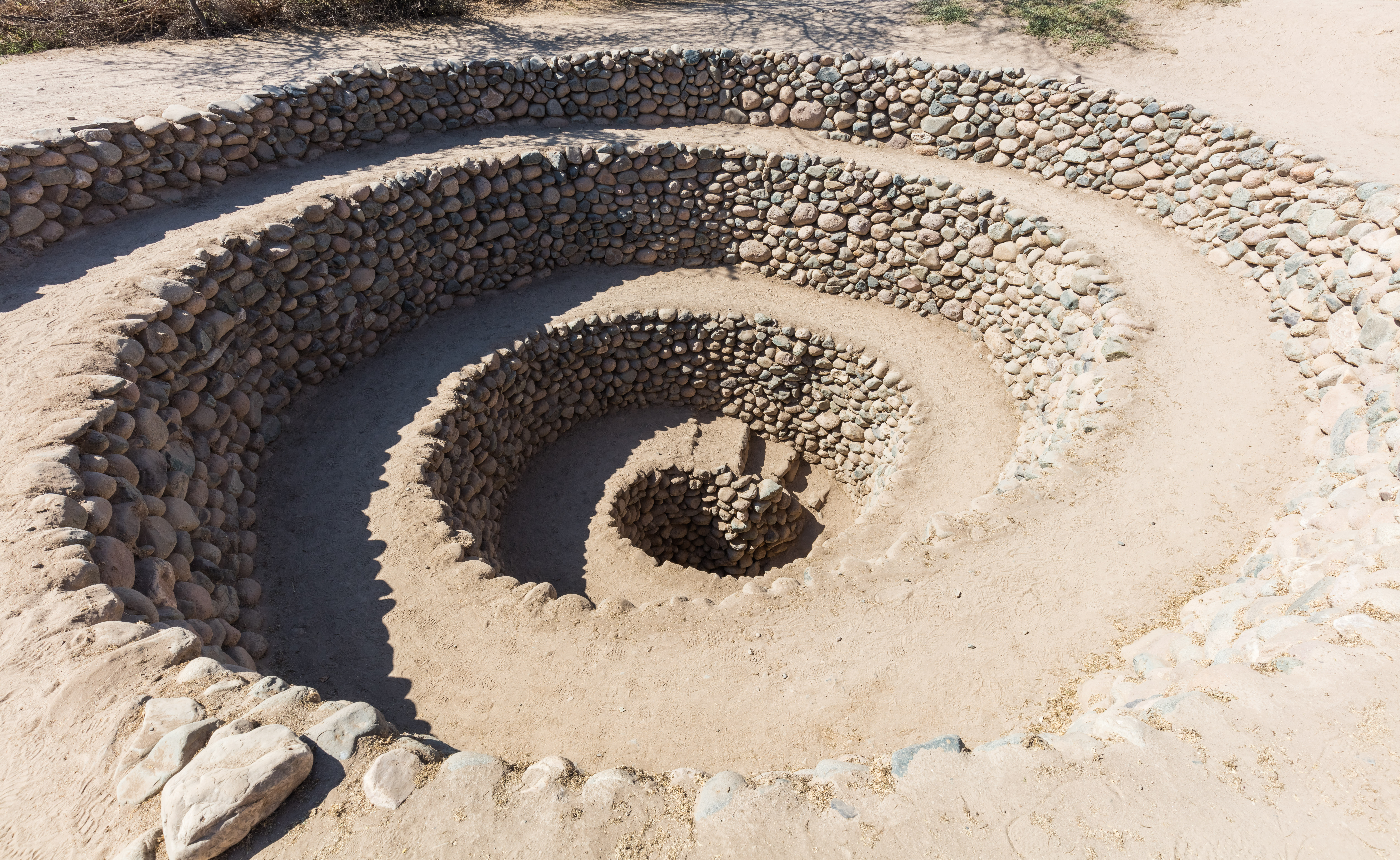
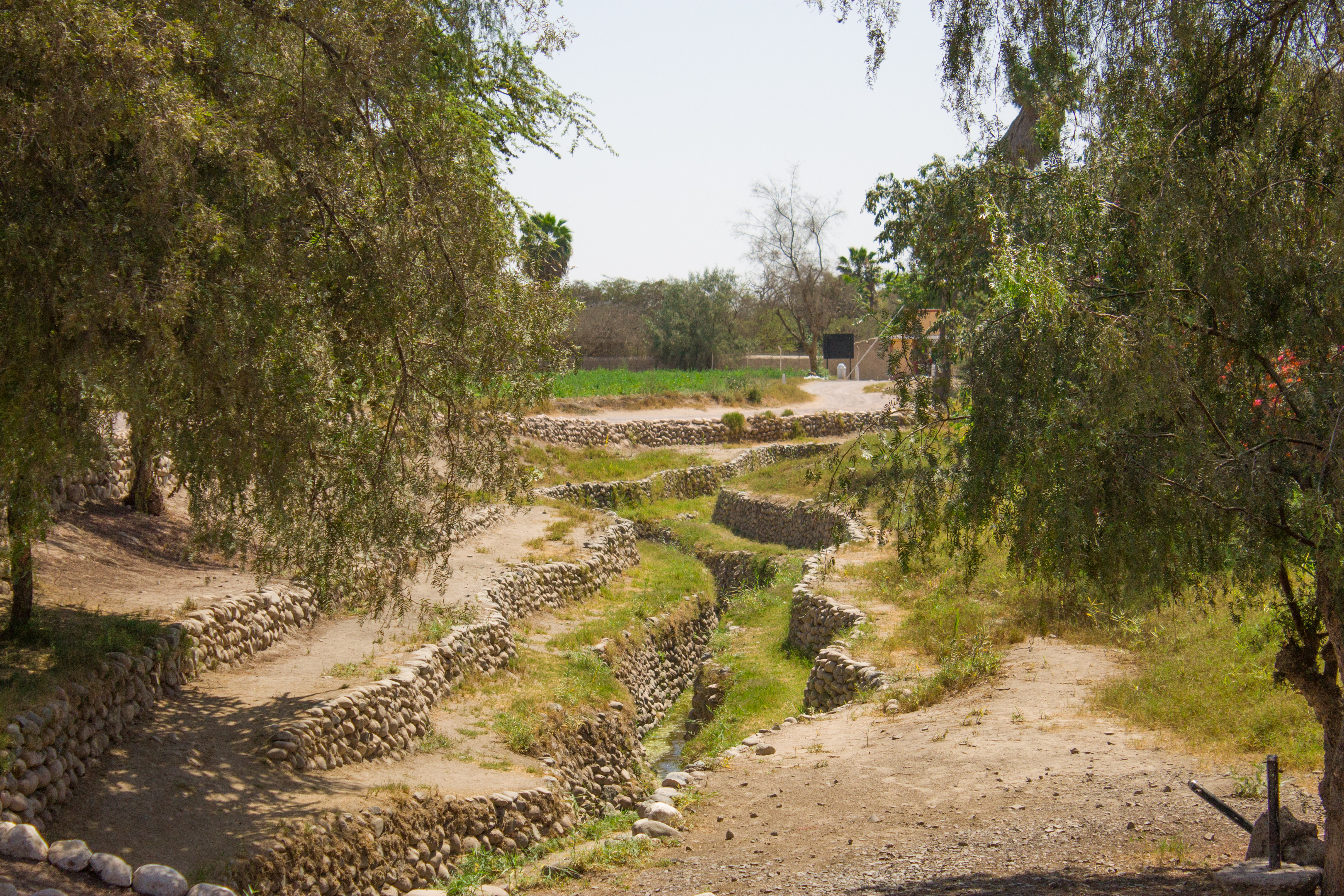

## Recherches
En 2016, un échantillon de cinq aqueducs a été étudié à l'aide de drones (RPAS de l’anglais Remotely Piloted Aircraft System ou système d’avion piloté à distance), sur les sites de Cantalloc (à côté de la ville de Nasca), d'Orcona, un site presque inconnu plus éloigné de la ville de Nazca, de Santa Maria et de San Carlos - deux sites inconnus des touristes, mais avec des systèmes d'aqueduc fonctionnels encore utilisés pour l'irrigation des champs, et le site de Gobernadora. Dans ce dernier, la section avec des trous d'accès avait été détruite et il ne restait que la tranchée à la fin du système et le bassin (cocha).

### Données et méthodes
Tous les aqueducs existants ont été mesurés avec des GPS puis des cartes thématiques des zones sélectionnées ont été créées sur la base de ces observations. Cinq aqueducs ont été documentés en détail par des RPAS équipés de caméras acquérant des images dans la bande proche infrarouge et dans le visible.

### Résultats et discussion
Le traitement des données par des logiciels a permis de déterminer que les aqueducs sont similaires dans leur construction et leur utilisation, mais chacun est un peu différent, en particulier les trous d'accès. Certains trous d'accès sont en forme de spirale (Cantalloc), d'autres rectangulaires avec des marches (Orcona, San Carlos), et certains sont des puits, renforcés plus tard par des poutres en bois (Santa Maria). Tous ces aqueducs sont de dimensions similaires (longueur), mais pas identiques. L'aqueduc de Cantalloc compte au total 20 trous d'accès (19 trous d'accès en spirale), dont 15 tournent vers la gauche et 4 tournent vers la droite.
L'objectif principal de ce projet était la documentation de monuments techniques de valeur et la création de cartes précises et de modèles 3D, qui peuvent aider les chercheurs à comprendre les raisons et la technologie de sa construction. Certains aqueducs ont été restaurés, certains étaient, même après de nombreux siècles, encore utilisés dans l'agriculture, et certains aqueducs totalement détruits ont également été découverts. Malgré les recherches des dernières décennies, on ne sait pas exactement comment ces systèmes de gestion de l'eau ont été construits et gérés.